# Заболотівська селищна рада
Заболо́тівська се́лищна ра́да — адміністративно-територіальна одиниця та орган місцевого самоврядування у Снятинському районі Івано-Франківської області. Адміністративний центр — селище міського типу Заболотів.

## Загальні відомості
- Територія ради: 1,905 км²
- Населення ради: 4079 осіб (станом на 2015 рік)[1]
- Територією ради протікає річка Прут

## Населені пункти
Селищній раді підпорядковані населені пункти:
- смт Заболотів

## Склад ради
Рада складається з 26 депутатів та голови.
- Голова ради: Танюк Іван Дмитрович
- Секретар ради: Гачка Наталія Іванівна

### Керівний склад попередніх скликань
| Прізвище, ім'я, по батькові | Основні відомості                                                | Дата обрання | Дата звільнення |
| --------------------------- | ---------------------------------------------------------------- | ------------ | --------------- |
| Танюк Іван Дмитрович        | Селищний голова, 1960 року народження, освіта вища, безпартійний | 26.03.2006   | 31.10.2010      |
| Танюк Іван Дмитрович        | Селищний голова, 1960 року народження, освіта вища, безпартійний | 31.10.2010   |                 |

Примітка: таблиця складена за даними сайту Верховної Ради України

### Депутати
За результатами місцевих виборів 2010 року депутатами ради стали:

#### За суб'єктами висування
| Суб'єкт висування                 | Кількість обраних депутатів | %    |
| --------------------------------- | --------------------------- | ---- |
| Самовисування                     | 23                          | 88,5 |
| Партія регіонів                   | 2                           | 7,7  |
| Політична партія «Сильна Україна» | 1                           | 3,8  |

#### За округами
| № округу                          | Прізвище, ім'я, по батькові       | Дата визнання обраним | Освіта             | Партійна приналежність | Відомості про обраного депутата                    |
| --------------------------------- | --------------------------------- | --------------------- | ------------------ | ---------------------- | -------------------------------------------------- |
| Партія регіонів                   |                                   |                       |                    |                        |                                                    |
| 11                                | Корбутяк Христина Михайлівна      | 04.11.2010            | вища               | позапартійна           | Заболотівська загальноосвітня школа, вчитель       |
| 12                                | Леньковський Михайло Тарасович    | 04.11.2010            | середня            | позапартійний          | Заболотівський ринок, контролер                    |
| Політична партія «Сильна Україна» |                                   |                       |                    |                        |                                                    |
| 18                                | Захарук Роман Іванович            | 04.11.2010            | середня            | позапартійний          | приватний підприємець                              |
| Самовисування                     |                                   |                       |                    |                        |                                                    |
| 1                                 | Корбут Ярослав Васильович         | 04.11.2010            | вища               | позапартійний          | ВНЗ, студент                                       |
| 2                                 | Марусин Василь Іванович           | 04.11.2010            | вища               | позапартійний          | загальноосвітня школа смт Заболотів, вчитель       |
| 3                                 | Вакалюк Богдан Іванович           | 04.11.2010            | середня спеціальна | позапартійний          | Заболотівський будинок культури, художній керівник |
| 4                                 | Федорійчук Наталія Ігорівна       | 04.11.2010            | середня            | позапартійна           | приватний підприємець                              |
| 5                                 | Костюк Роман Олексійович          | 04.11.2010            | вища               | позапартійний          | пенсіонер                                          |
| 6                                 | Бортей Мирослава Мирославівна     | 04.11.2010            | вища               | позапартійна           | тимчасово не працює                                |
| 7                                 | Вакалюк Марія Іванівна            | 04.11.2010            | вища               | позапартійна           | приватний підприємець                              |
| 8                                 | Головачова Галина Михайлівна      | 04.11.2010            | середня            | позапартійна           | дитячий садок, вихователь                          |
| 9                                 | Дмитрук Оксана Степанівна         | 04.11.2010            | середня спеціальна | позапартійна           | Заболотівська лікарня, бібліотекар                 |
| 10                                | Палійчук Ігор Васильович          | 04.11.2010            | вища               | позапартійний          | Заболотівська лікарня, лікар                       |
| 13                                | Креховецький Іван Михайлович      | 15.11.2010            | середня спеціальна | позапартійний          | тимчасово не працює                                |
| 14                                | Ленькавська Надія Василівна       | 04.11.2010            | вища               | позапартійна           | Заболтівська лікарня, лікар                        |
| 15                                | Тарновецький Володимир Михайлович | 04.11.2010            | вища               | позапартійний          | Заболотівський ринок, контролер                    |
| 16                                | Слободян Лідія Василівна          | 04.11.2010            | вища               | позапартійна           | Заболотівська селищна рада, бухгалтер              |
| 17                                | Гаврилко Ярослав Іванович         | 04.11.2010            | вища               | позапартійний          | Снятинський відділ ДЗК, в.о. начальника            |
| 19                                | Негрич Оксана Василівна           | 04.11.2010            | середня спеціальна | позапартійна           | тимчасово не працює                                |
| 20                                | Джелеп Іван Васильович            | 04.11.2010            | вища               | позапартійний          | пенсіонер                                          |
| 21                                | Калинчук Ігор Петрович            | 04.11.2010            | вища               | позапартійний          | Заболтівська лікарня, лікар- стоматолог            |
| 22                                | Гачка Наталія Іванівна            | 04.11.2010            | вища               | позапартійна           | Заболотівська селищна рада, секретар               |
| 23                                | Дімбровський Ігор Андрійович      | 04.11.2010            | вища               | позапартійний          | Заболотівська загальноосвітня школа, вчитель       |
| 24                                | Мартинюк Любов Іванівна           | 04.11.2010            | вища               | позапартійна           | Заболотівська селищна рада, бухгалтер              |
| 25                                | Бугайчук Василь Михайлович        | 04.11.2010            | вища               | позапартійний          | приватний підприємець                              |
| 26                                | Пилип'юк Василь Юрійович          | 04.11.2010            | вища               | позапартійний          | Рудниківська загальноосвітня школа, вчитель        |